# Josefskapelle (Hardheim)

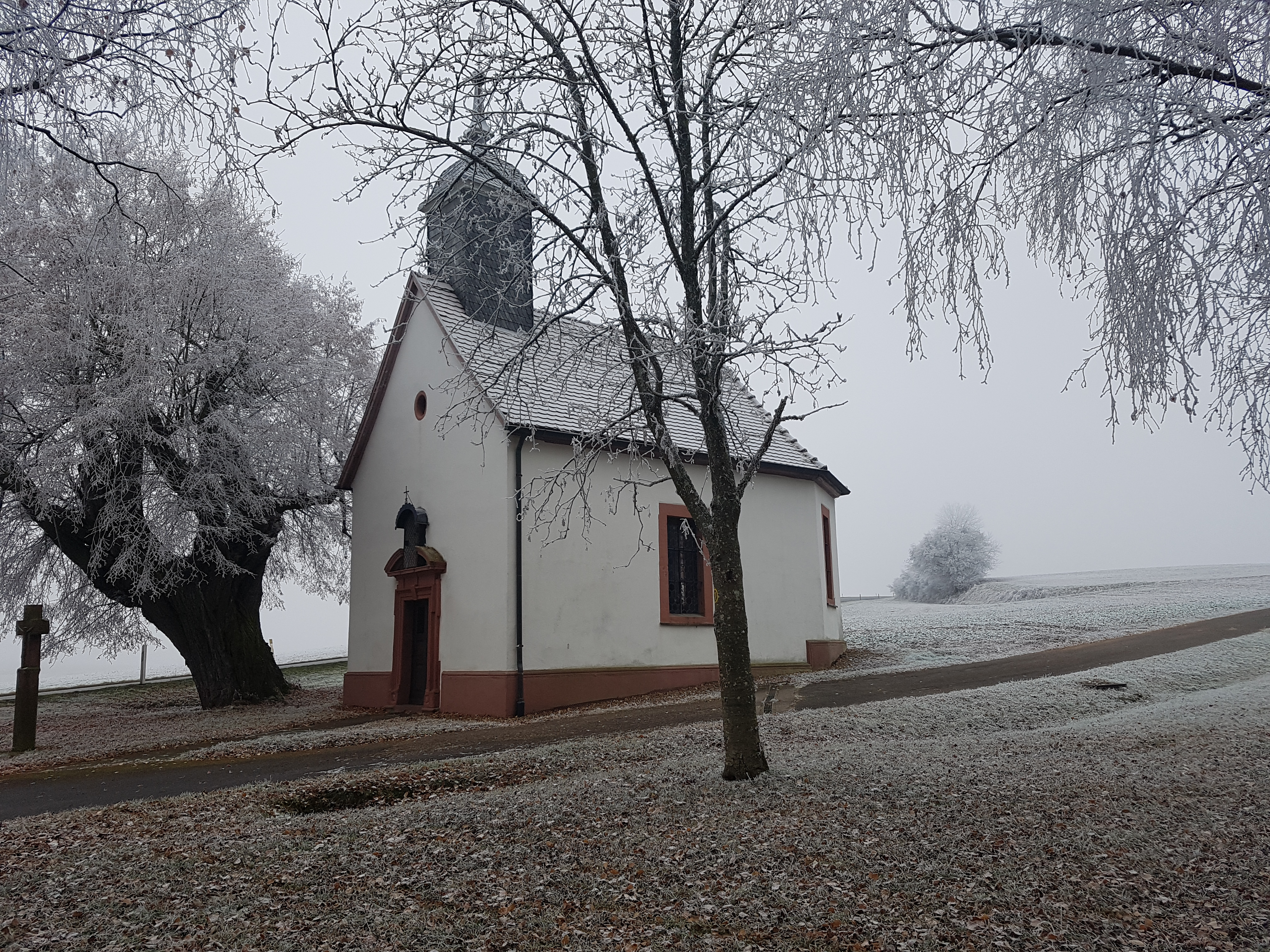
Josefskapelle (Hardheim)

Die Josefskapelle ist eine römisch-katholische Wegkapelle in Hardheim im Neckar-Odenwald-Kreis im Norden Baden-Württembergs, die 1718 im Stil des Barock errichtet wurde.

## Geschichte
Die Hardheimer Josefskapelle wurde im Jahre 1718 erbaut und am 8. September 1718 durch den Bronnbacher Abt Joseph Hartmann eingeweiht. Bei ihr trennten sich der alte Wallfahrtsweg nach Walldürn und die frühere Straße nach Amorbach. Als Andenken daran steht noch heute an dieser Stelle ein Kreuz. Von der Steinmühle Hardheim aus führt seit 1901 ein Stationenweg zur Josefskapelle, welcher noch heute von vielen Pilgern benutzt wird, die zu Fuß auf dem Weg nach Walldürn sind.

## Lage
Die barocke Kapelle befindet sich etwas entfernt vom Ort an einem Anstieg der B 27 Richtung Höpfingen, direkt neben einem Rastplatz, wo eine mehr als 300 Jahre alte Linde wächst.

## Ausstattung
Die Josefskapelle verfügt über ein holzgeschnitztes Altarbild des Gamburger Bildhauers Buscher. Es zeigt das sterben des Heiligen Josef. Auf der Rechten Seite befindet sich eine Gedenktafel für die Bürger Hardheims (1871) und an der Decke findet man ein Christusmonogramm IHS.

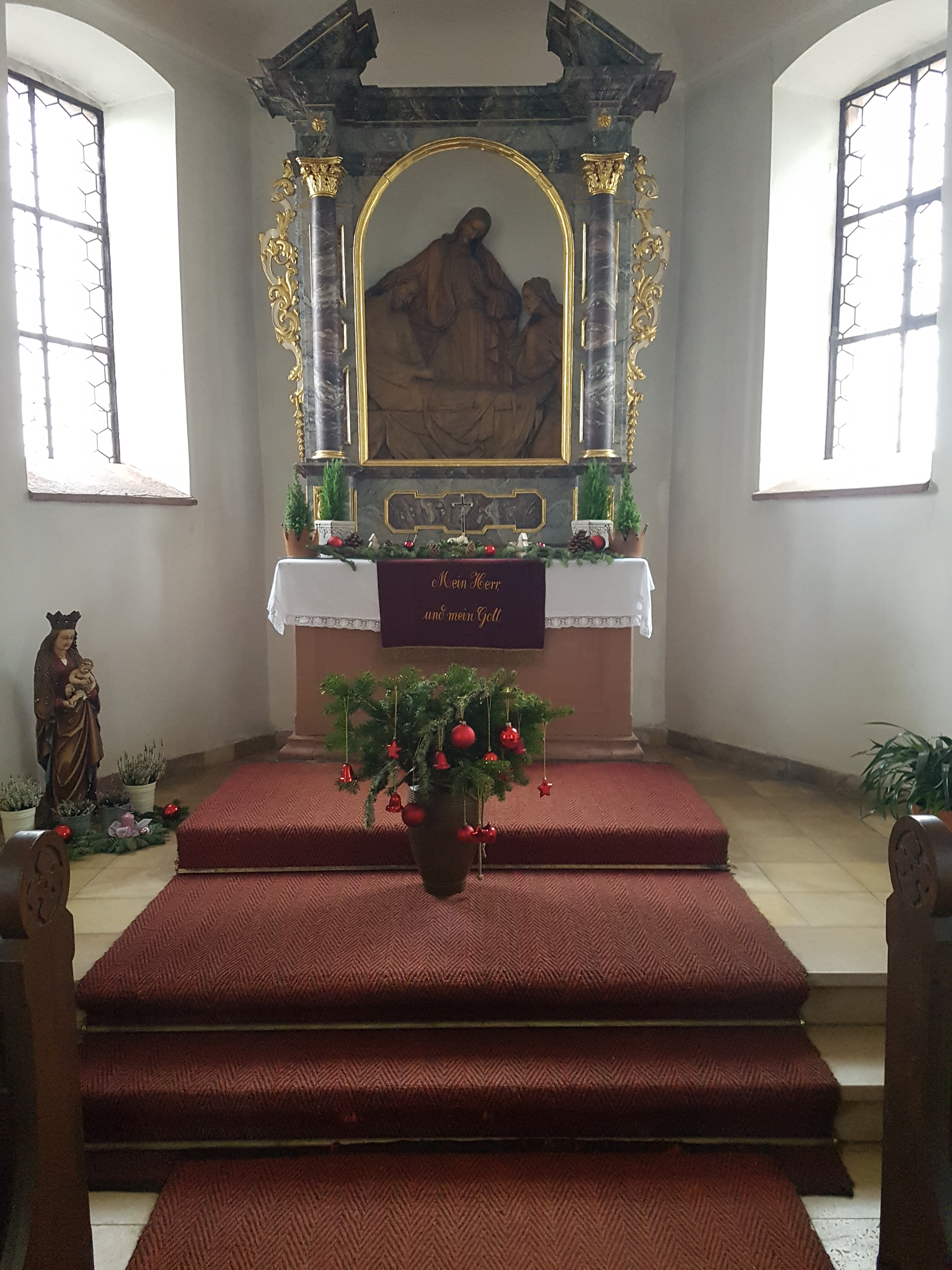
Altar
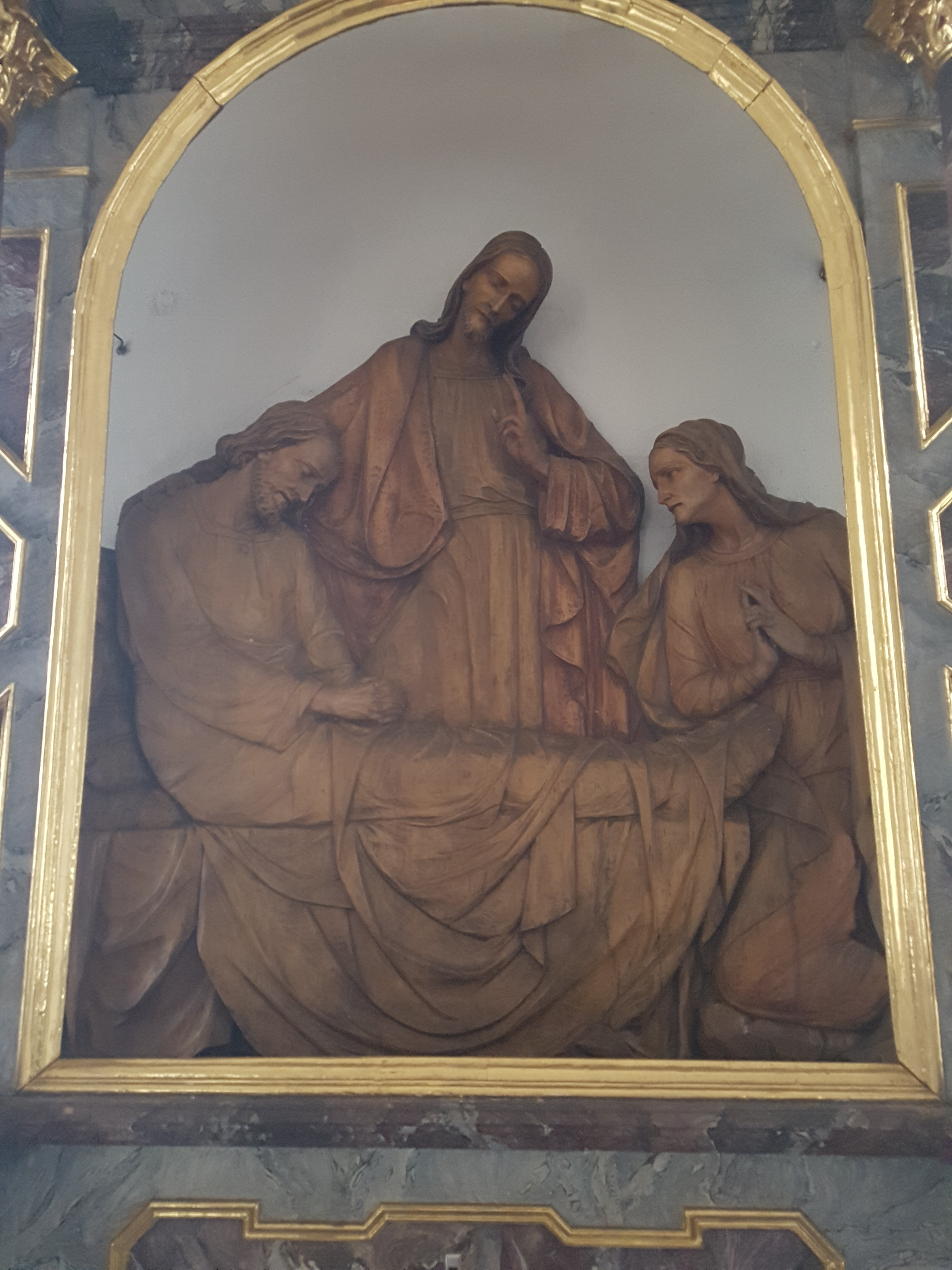
Altarbild
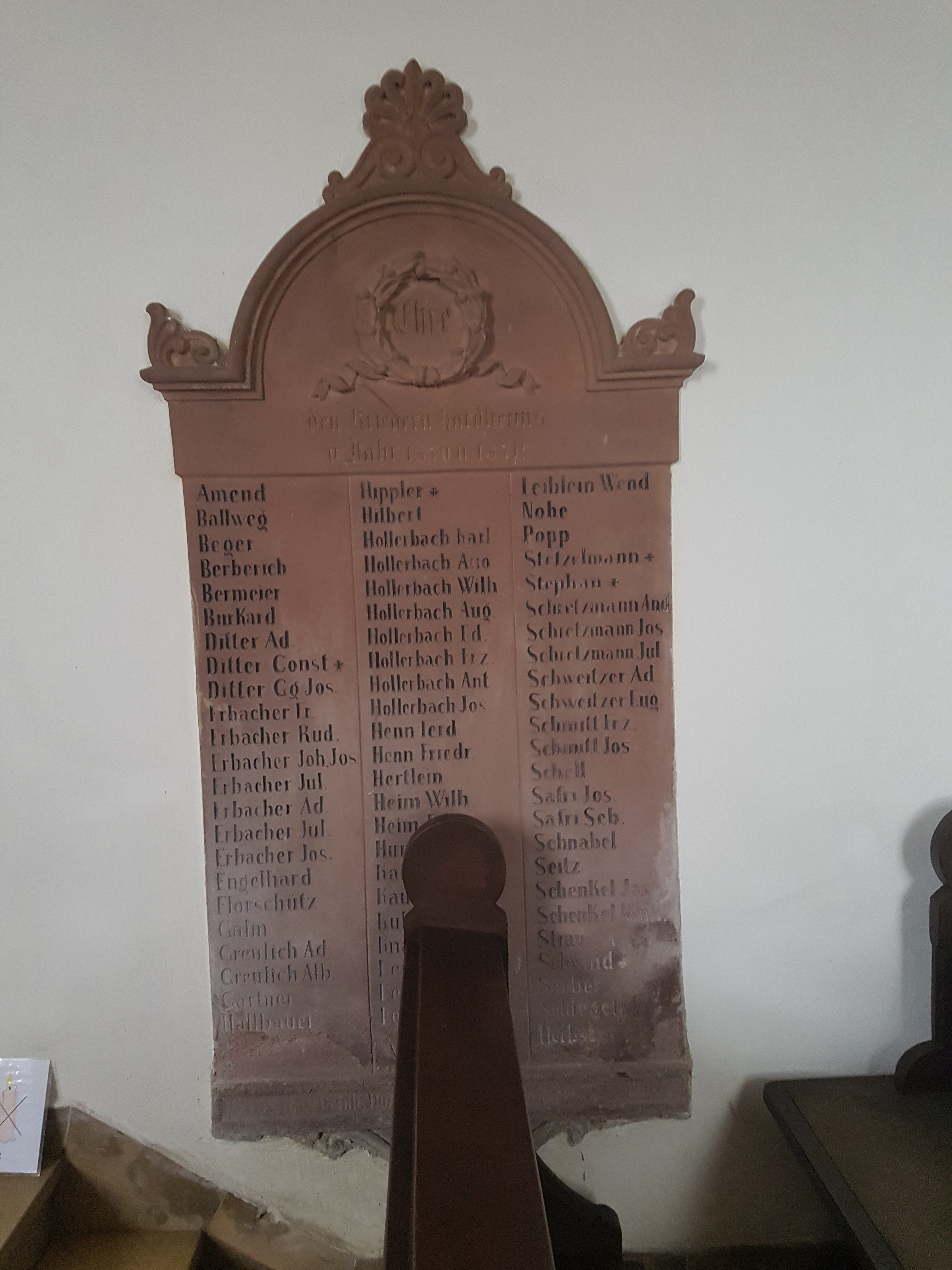
Gedenktafel
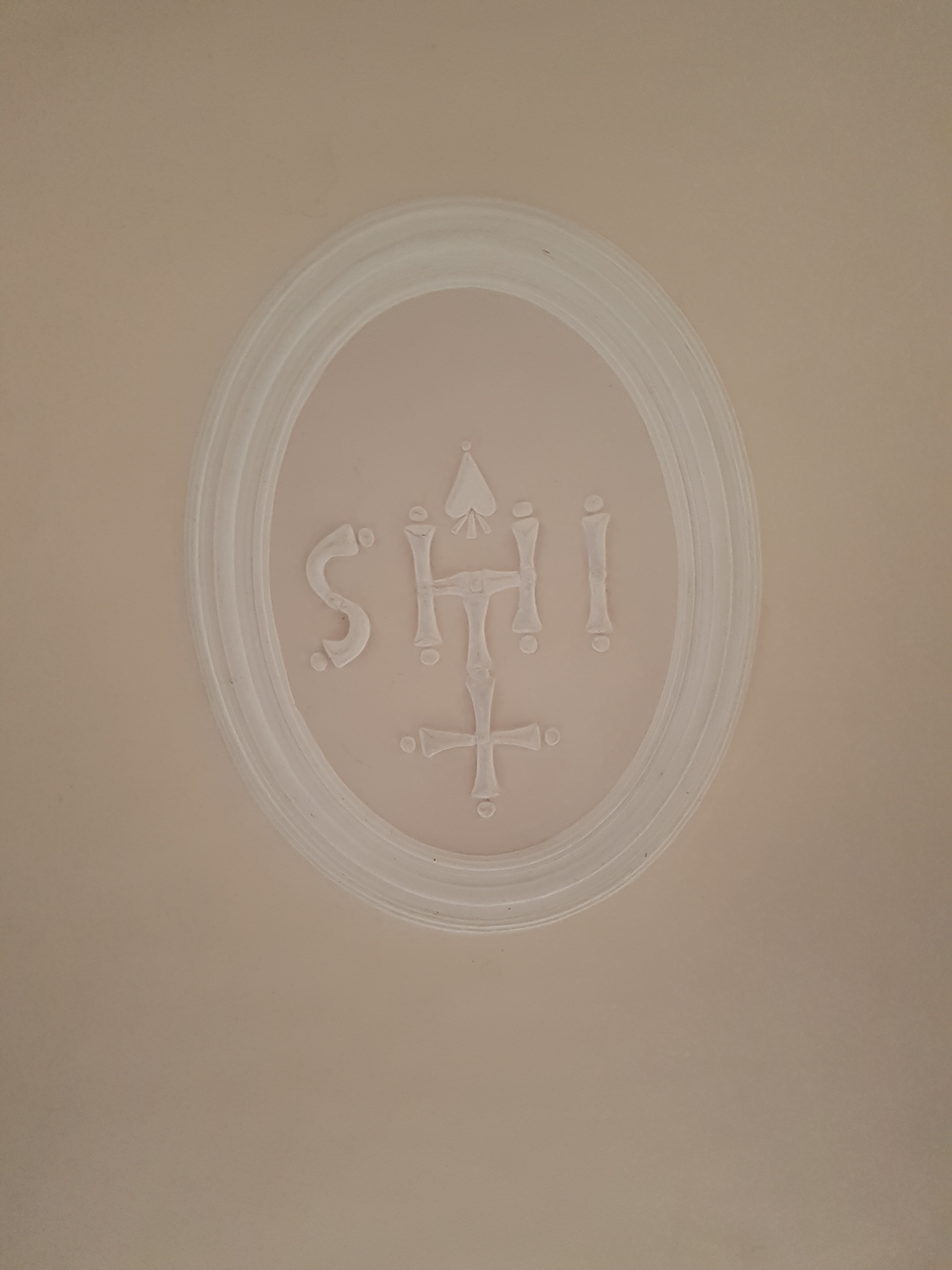
Christusmonogramm IHS

## Außenausstattung
Die Kapelle wurde 1983 durch die Kolpingfamilie Hardheim von außen renoviert.

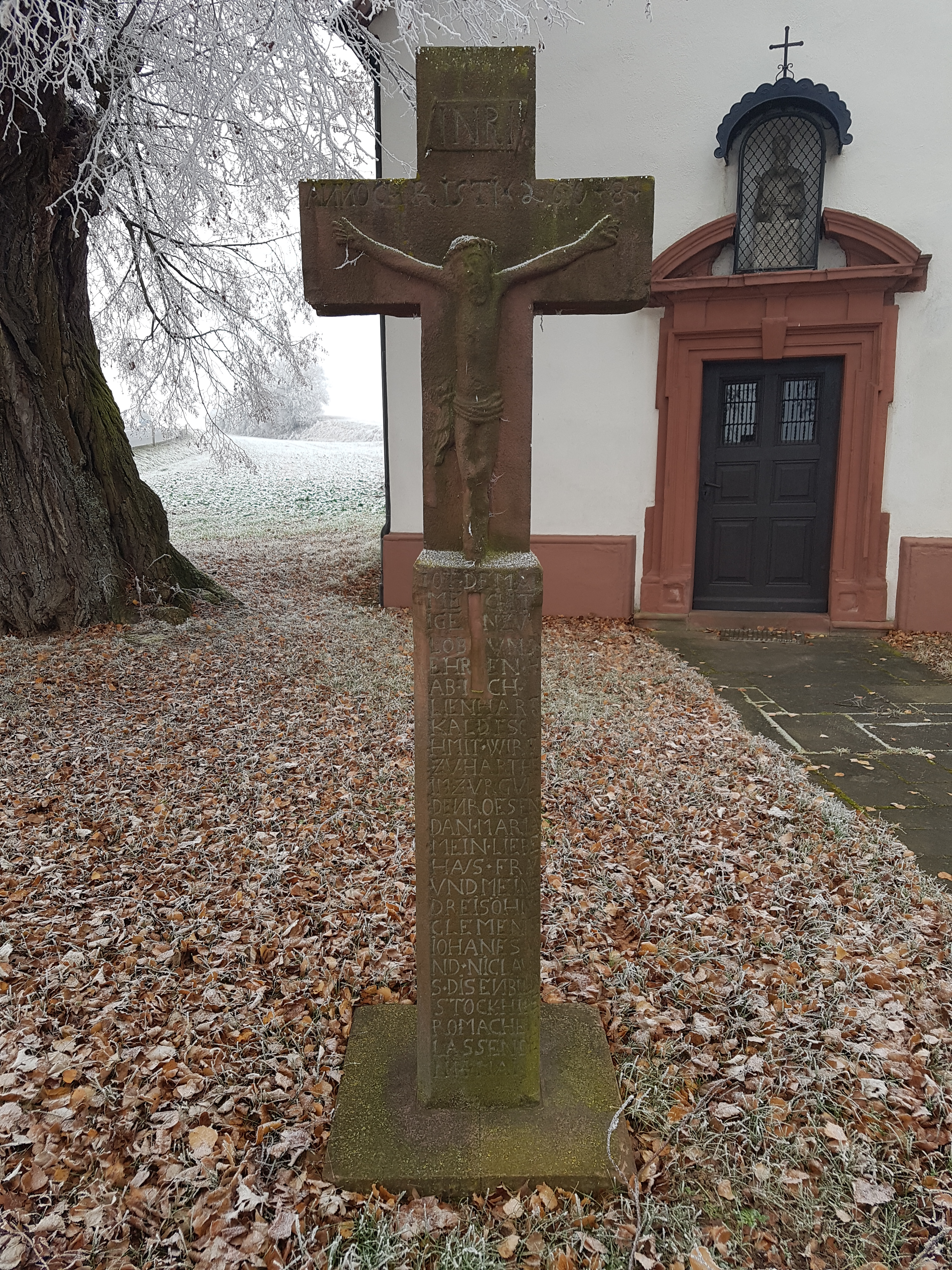
Kreuz
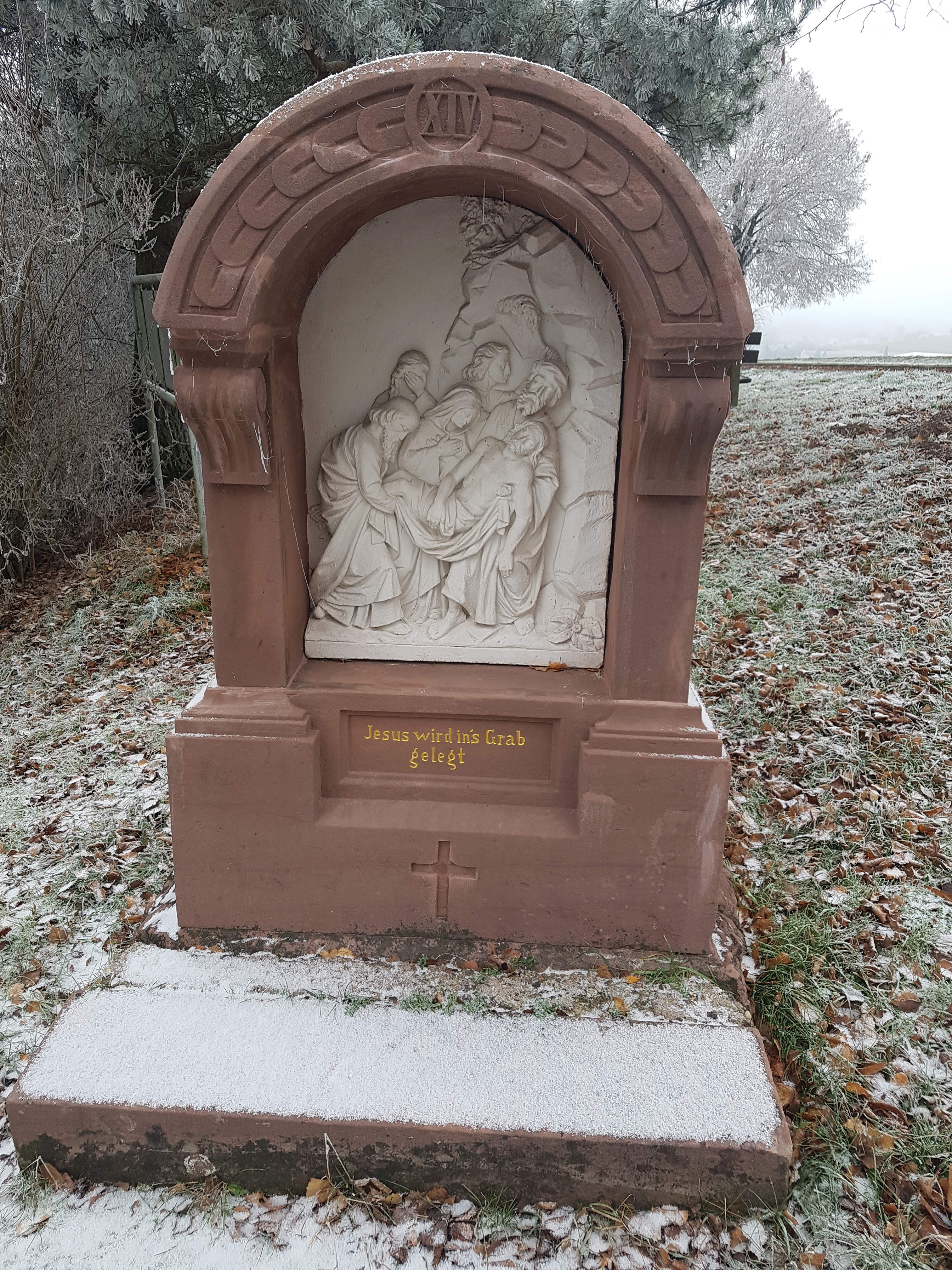
Kreuzwegstation
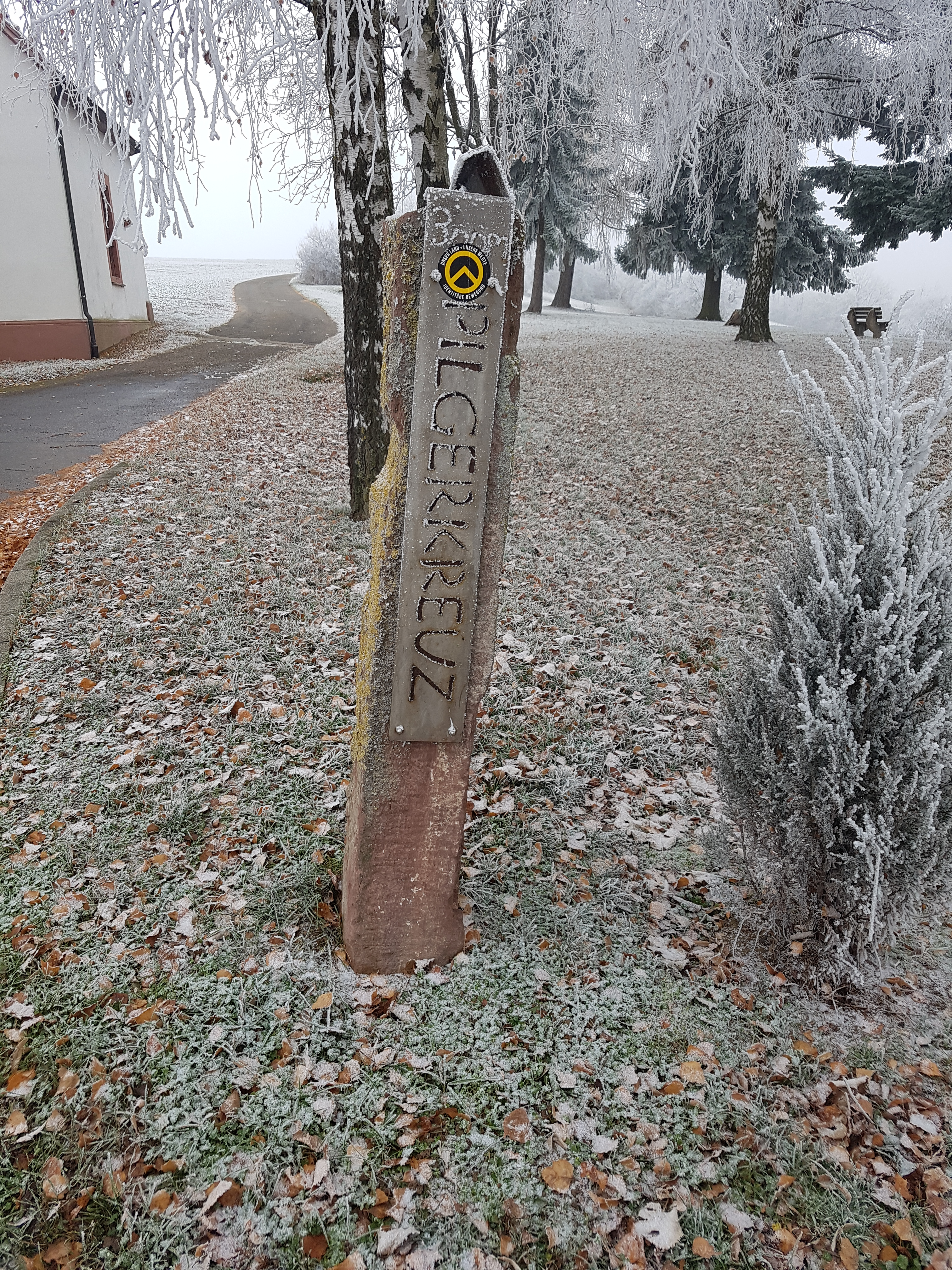
Denkmal Pilgerkreuz